# Tillandsia magnispica
Tillandsia magnispica är en gräsväxtart som beskrevs av Mario Adolfo Espejo Serna och López-ferr. Tillandsia magnispica ingår i släktet Tillandsia och familjen Bromeliaceae. Inga underarter finns listade i Catalogue of Life.